# Nino Franchina
Nino Franchina, né le 25 juin 1912 à Palmanova (province d'Udine, en Italie) et mort le 20 avril 1987 à Rome (Italie), est un artiste, dessinateur et sculpteur italien.

## Biographie
Nino Franchina est issu d'une ancienne famille sicilienne. Il obtient son diplôme en 1934 à l'Académie des beaux-arts  de Palerme.
En 1936, aux côtés de trois autres artistes siciliens, Renato Guttuso, Giovanni Barbera et Lia Pasqualino (it), il expose pour la première fois à la Galleria Il Milione à Milan. Les quatre artistes fondent le Gruppo dei Quattro (ce qui, en français, signifie : « Groupe des Quatre »).
En 1939, il épouse à Rome Gina, fille du peintre futuriste Gino Severini. Nino Franchina participe à la 3e Quadriennale de Rome. En 1943, il présente sa première exposition personnelle à la Galleria Minima de Rome. En 1947, Franchina devient membre du Fronte nuovo delle arti (it). En 1948, avec les autres artistes du Fronte nuovo delle arti, il participe à la XXIVe Biennale de Venise. Il expose aux Biennales de Venise en 1952, 1958, 1966 et 1972. Il participe à la première Biennale d’Alexandrie en Égypte, à la 7e Quadriennale de Rome, en 1957 à la 4e Biennale de São Paulo et en 1959 à la documenta 2 de Cassel. En 1972, il participe au musée Rodin à Paris à la 9e exposition internationale de sculpture contemporaine. Son dernier travail est présenté en 1986, un an avant sa mort, à la 11e Quadriennale de Rome.